# Apostolska nunciatura v Bosni in Hercegovini
Apostolska nunciatura v Bosni in Hercegovini je diplomatsko prestavništvo (veleposlaništvo) Svetega sedeža v Bosni in Hercegovini, ki ima sedež v Sarajevu.
Trenutni apostolski nuncij je Luigi Pezzuto.

## Seznam apostolskih nuncijev
- Francesco Monterisi (11. junij 1993–7. marec 1998)
- Giuseppe Leanza (29. april 1999–22. februar 2003)
- Santos Abril y Castelló (9. april 2003–21. november 2005)
- Alessandro D'Errico (21. november 2005–21. maj 2012)
- Luigi Pezzuto  (17. november 2012]] - danes)